# One Shot Disco Volume 3
One Shot Disco Volume 3 - The Definitive Discollection è la terza raccolta di musica dance degli anni '70, pubblicata in Italia dalla Universal su CD (catalogo 314 541 451 2) e cassetta nel 2000, appartenente alla serie One Shot Disco della collana One Shot.
Raggiunge la posizione numero 30 nella classifica degli album in Italia, risultando il 198° più venduto durante il 2000.

## I brani
- Saturday
Singolo di maggior successo proveniente dall'eponimo album di debutto Norma Jean del 1978, unico pubblicato come solista dalla cantante statunitense Norma Jean Write, già voce degli Chic (che sono anche autori del brano).
- Love Me Baby
Lato B del singolo Singin' in the Rain estratto dall'album del 1977 (che prende il titolo dal lato A o B del singolo a seconda del successo di quest'ultimo nel paese di pubblicazione) della cantante francese Sheila accompagnata nelle sue esibizioni dal gruppo "The Black Devotion" (indicato brevemente "B. Devotion") costituito da 3 musicisti/ballerini afroamericani.
- Got To Have Loving
Singolo (1977) e brano dell'album Garden of Love del 1978 del produttore, compositore e tastierista Raymond Donnez con lo pseudonimo Don Ray.
- Lady Bug (I Just Wanna Be Your Lady Bug)
Singolo (1977) e brano dell'album Sting Like a Bee del 1979 del gruppo "Bumblebee Unlimited" costituito da Gregory 'Greg' Carmichael (voce e tastiere) e  Patrick Adams (tastiere).
- I Haven't Stopped Dancing Yet
Brano del gruppo funk britannico "Gonzalez" pubblicato inizialmente nel 1977 (album Shipwrecked) e poi, con un remix di grande successo, ri-edito nel singolo e nell'album Haven't Stopped Dancing del 1979. Entrambi gli album sono stati prodotti da Gloria Jones che è anche autrice del pezzo. Durante il periodo la band è costituita in prevalenza da musicisti di altri gruppi, come il solista del brano Lenny Zakatek, già una della voci e membro degli Alan Parsons Project.
- Jungle Fever
Singolo e brano dell'omonimo album del 1972 per il gruppo belga "(The, Les o Los) Chakachas" del percussionista Gaston Bogaert (conga, tumba) con Kari Kenton (moglie di Tito Puente, voce e maracas), Vic Ingeveldt (sassofono), Charlie Lots (tromba), Christian Marc (piano), Henri Breyre (chitarra e cori) e Bill Raymond (basso).

## Tracce
Il primo è l'anno di pubblicazione del singolo, il secondo quello dell'album; altrimenti coincidono.

### CD 1
1. Chic – Everybody Dance (single version) – 3:30 (Bernard Edwards, Nile Rodgers) – 1977
2. Sister Sledge – All American Girls – 4:44 (testo: Lisa Walden, Allee Willis, Joni Sledge – musica: Narada Michael Walden, Allee Willis, Joni Sledge) – 1981
3. Bee Gees – You Should Be Dancing (in Saturday Night Fever) – 4:13 (Barry Gibb, Robin Gibb, Maurice Gibb) – 1976
4. Blondie – Heart of Glass – 4:08 (Debbie Harry, Chris Stein) – 1978
5. Earth, Wind & Fire – Boogie Wonderland (feat. The Emotions) (album version) – 4:49 (Jon Lind, Allee Willis) – 1979
6. Norma Jean Wright – Saturday – 5:59 (Nile Rodgers, Bernard Edwards, Robert Cotter) – 1978
7. Sheila & B. Devotion – Love Me Baby – 3:36 (testo: Copperman, Pamela Marion Forrest – musica: Claude Carrere (alias Paul Racer), Mathias Camison) – 1977
8. Baciotti – Black Jack – 3:48 (testo: Pamela Marion Forrest – musica: Christian Baciotti) – 1977
9. Yvonne Elliman – If I Can't Have You (in Saturday Night Fever) – 2:57 (Barry Gibb, Robin Gibb, Maurice Gibb) – 1978
10. Don Ray – Got To Have Loving – 3:40 (testo: Marc Cerrone – musica: Don Ray) – 1977, 1978
11. Dee D. Jackson – Automatic Lover – 5:51 (testo: Patty Unwin – musica: Gary Unwin) – 1978
12. Bumblebee Unlimited – Lady Bug (I Just Wanna Be Your Lady Bug) – 4:18 (Gregory Carmichael, Patrick Adams, Carmen Truss) – 1977, 1979
13. Gonzalez – I Haven't Stopped Dancing Yet – 4:11 (Gloria Jones) – 1979
14. 5000 Volts – I'm On Fire – 2:48 (Anthony Eyers) – 1975
15. Kool & the Gang – Ladies' Night (album version) – 6:34 (George Melvin Brown, Kool & the Gang) – 1979
16. Rockets – On the Road Again – 8:29 (Jones Floyd, Alan Wilson) – 1978

Durata totale: 73:35

### CD 2 (Disco Sex)
1. Labelle – Lady Marmalade (album version) – 3:55 (Bob Crewe, Kenny Nolan) – 1974
2. Barry White – I'm Gonna Love You Just a Little More Baby (album version) – 7:07 (Barry White) – 1973
3. Salsoul Orchestra – Dance a Little Bit Closer (feat. Charo) (album version) – 6:17 (Vincent Montana Jr.) – 1977
4. Diana Ross – Love Hangover (album version) – 7:48 (Pamela Sawyer, Marilyn McLeod) – 1976
5. Andrea True Connection – More, More, More (album version) – 6:17 (Gregg Diamond) – 1976
6. Chakachas – Jungle Fever (instrumental) – 4:21 (Bill Ador) – 1972
7. Eartha Kitt – Where Is My Man – 6:07 (Jacques Morali, Frederick Zarr, Bruce Vilanch) – 1983
8. Marc Cerrone – Love in C Minor – 7:17 (Alec Robert Costandinos, Marc Cerrone) – 1976
9. Instant Funk – I Got My Mind Made Up (You Can Get It Girl) – 4:00 (Raymond Earl, Kim Miller, Scotty Miller) – 1979
10. Marvin Gaye – Got to Give It Up (part 1) (single version) – 4:04 (Marvin Gaye) – 1977
11. Donna Summer – Love to Love You Baby (album version) – 16:49 (Donna Summer, Giorgio Moroder, Pete Bellotte) – 1975

Durata totale: 74:02